# 바인가르텐

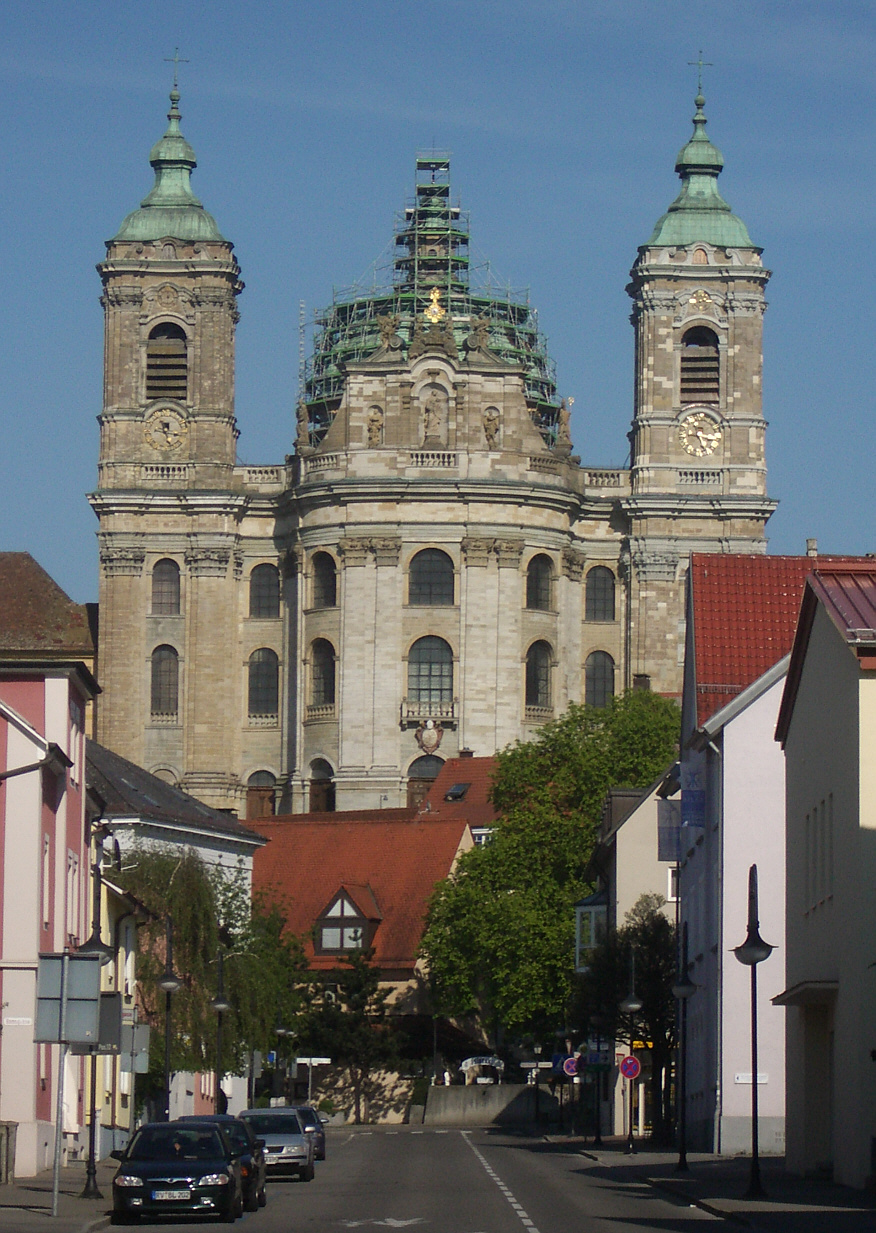
바인가르텐의 바실리카

바인가르텐(독일어: Weingarten)은 독일 바덴뷔르템베르크주에 위치한 도시로 면적은 12.17km2, 높이는 485m, 인구는 24,460명(2015년 12월 31일 기준), 인구 밀도는 2,000명/km2이다.

시 문장